# Manuel Gutiérrez Aragón
Manuel Gutiérrez Aragón (ur. 2 stycznia 1942 w Torrelavega) – hiszpański reżyser, scenarzysta filmowy i pisarz, członek Królewskiej Akademii Sztuk Pięknych św. Ferdynanda.
Laureat Srebrnego Niedźwiedzia dla najlepszego reżysera na 27. MFF w Berlinie Zachodnim za film Czarny miot (1977). Dwukrotny zdobywca Złotej Muszli na MFF w San Sebastián za filmy Demony w ogrodzie (1982) oraz Połowa nieba (1986). W 2009 zdobył Premio Herralde za swoją pierwszą powieść La vida antes de marzo.